# Coroană daneză
Coroană daneză (în daneză danske kroner sau kronereste, în  limba feroeză donsk króna, iar în groenlandeză Danskinut koruuni) este unitatea monetară oficială a Danemarcei a Groenlandei și a Insulelor Feroe. Codul ISO 4217 este DKK. Subdiviziunea se numește øre (1 coroană = 100 øre). Monedele coroanei sunt: 50 øre, 1, 2, 5, 10, 20 coroane, iar bancnotele coroanei sunt: 50, 100, 200, 500, 1000 coroane. Prescurtarea este „kr”.

## Etimologie
Termenul din daneză øre este întâlnit în sistemele monetare danez, feroez, norvegian și suedez și are originea în denumirea monedei romane antice aureus.

## Literatură
- Jörn Altmann: Volkswirtschaftslehre: einführende Theorie mit praktischen Bezügen. 6. Auflage. Lucius&Lucius Verlagsgesellschaft mbH, Stuttgart 2003, ISBN 3-8252-1504-0.
- Peter Bofinger: Grundzüge der Volkswirtschaftslehre: Eine Einführung in die Wissenschaft von Märkten. 2. Auflage. Pearson Studium, München 2007, ISBN 978-3-8273-7222-2.
- Wilhelm Nölling, Karl Albrecht Schachtschneider, Joachim Starbatty: Währungsunion und Weltwirtschaft: Festschrift für Wilhelm Hankel. Lucius&Lucius Verlagsgesellschaft mbH, Stuttgart 1999, ISBN 3-8282-0098-2.
- Sven Pastoors: Anpassung um jeden Preis?: die europapolitischen Strategien der Niederlande in den Neunziger Jahren. Waxmann, Münster 2005, ISBN 3-8309-1463-6.
- Axel Sell: Einführung in die internationalen Wirtschaftsbeziehungen. 2. Auflage. Oldenbourg Wissenschaftsverlag GmbH, München 2003, ISBN 3-486-27370-1.
- Danmarks nationalbank (Hrsg.): Monetary Policy in Denmark. 2003, ISBN 87-87251-36-1 (PDF, 915 kB).
- Danmarks nationalbank (Hrsg.): Monetary Review 3rd Quarter 2003. 2003, ISSN 0011-6149.
- Danmarks nationalbank (Hrsg.): Monetary Review 3rd Quarter 2006. 2006, ISSN 0011-6149.
- Danmarks nationalbank (Hrsg.): Report and Accounts 2009. 2009, ISSN 1397-520X.